# ガブリエル・アペルト・ピレス
ガブリエウ・アペウト・ピレス（Gabriel Appelt Pires、1993年9月18日 - ）は、ブラジル・リオデジャネイロ州レゼンジ出身のサッカー選手。ポジションはMF。フルミネンセFC所属。双子の兄弟のギリェルメもサッカー選手。

## 経歴
2009年から双子の兄弟のギリェルメと共にブラジルのレゼンデFCでユースチームに所属し、2011年トップチームに昇格した。
2011年9月、ギリェルメと共にセリエAのユヴェントスFCと契約し、翌年1月に正式に移籍した。移籍金は200万ユーロ。
2012年8月、FCプロ・ヴェルチェッリへ1年間レンタル移籍することが決定した。翌シーズンはスペツィア・カルチョにレンタルされた。2014年7月、デルフィーノ・ペスカーラ1936にレンタル移籍で加入した。翌年1月16日からはASリヴォルノ・カルチョにレンタルされ、引き続きセリエBでプレーすることとなった。同年8月5日、セグンダ・ディビシオンのCDレガネスにローンで加入した。
2018年8月27日、SLベンフィカに5年契約で移籍した。
2024年1月18日、フルミネンセFCに移籍した。

## タイトル
ユヴェントス
- トルネオ・ディ・ヴィアレッジョ : 2012

ベンフィカ
- プリメイラ・リーガ : 2018-19